# دراستامات خوداوردیان
دراستامات ناهاپتی خوداوردیان (ارمنی: Դրաստամատ Նահապետի Խուդավերդյան؛  زادهٔ ۹ سپتامبر ۱۹۴۲) فیزیولوژیست اهل ارمنستان است.

## زندگی‌نامه
وی در ۹ سپتامبر ۱۹۴۲ در ایروان به دنیا آمد و از دانشگاه پزشکی دولتی ایروان فارغ‌التحصیل گشت. همچنین برندهٔ جوایزی همچون دانشمند شایسته جمهوری ارمنستان (۲۰۱۰) و مدال مخیتار هراتسی (۲۰۰۰) شده است.

## یادداشت
1. ↑  կենսաբանական գիտությունների դոկտոր